# Edward Fox
Edward Charles Morrice Fox (Chelsea, 13 de abril de 1937) é um ator britânico.

## Biografia
Nasceu em Chelsea, Londres, Inglaterra, é filho de Robin Fox, agente teatral, e Angela Maria Darita Worthington, atriz e escritora. É irmão mais velho do ator James Fox, e do produtor Robert Fox, e tio do ator Laurence Fox.

## Filmografia
- Oh! Wath a Lovely War (1969)
- Battle of Britain (1969)
- O Dia do Chacal (1973)
- Galileo (1975)
- The Duellists (1977)
- Soldaat van Oranje (1977)
- A Bridge Too Far (1977)
- Force Ten From Navarrone (1978)
- Gandhi (1982)
- 007 - Nunca Mais Outra Vez (1983)
- Perdidos no Espaço (1998)
- Lassie (2005)
- Oliver Twist TV (2007)
- Katherine of Alexandria (2013)
- The Dresser (2015)
- Johnny English Strikes Again (2018)